# Gruber Reisen
GRUBER-reisen (Eigenschreibweise GRUBER) ist ein österreichisches Touristikunternehmen mit Sitz in Graz. Es wurde 1968 als Einzelunternehmen mit dem Schwerpunkt Busgesellschaftsreisen gegründet. Daraus entstand am 1. April 1984 die Reisebüro Walter Gruber KG. Am 1. März 1995 wurde die Gruber-reisen Veranstalter GmbH gegründet, die ab diesem Zeitpunkt für die Reiseveranstaltertätigkeit verantwortlich war. Am 1. Jänner 2002 wurde die RB Walter Gruber KG in die Gruber Touristik GmbH umbenannt.

## Gruber Touristik GmbH
Die Gruber Touristik GmbH ist ein Reisebüro und Autobusunternehmen. Aktuell gibt es ca. 20 Gruber-reisen Reisebürofilialen in Österreich und Slowenien. Die Gruber Touristik GmbH betreibt Retailing in allen Bereichen mit Kontakten und Geschäftsbeziehungen zu allen namhaften Veranstaltern Österreichs und Deutschlands. Die Gruber Touristik GmbH verfügt über eine IATA-Lizenz mit der Direktbuchung von Linientickets, Hotels und Mietwagen auf 75 Amadeus-Terminals.

## Gruber-reisen. Veranstalter GmbH
Der Tätigkeitsbereich des Reiseveranstalters Gruber-reisen. Veranstalter GmbH erstreckt sich hauptsächlich auf die Reiseziele an der Oberen Adria von Kroatien, Slowenien und Italien. Außerdem hat sich das Unternehmen auf Wellness-Hotels und Angebote in Österreich, Italien, Ungarn, Slowenien und Kroatien spezialisiert. Mit der Gruber-reisen Fernreisen Abteilung wird das Portfolio auch mit Zielen im Indischen Ozean wie Seychellen, Malediven und Mauritius, Indien und Sri Lanka sowie mit den Vereinigten Arabischen Emiraten (Dubai, Abu Dhabi, Rash al Khaimah) weltweit erweitert.
Seit Gründung der Firma werden Busreisen organisiert. Aktuell werden Rundreisen sowie Städtereisen mit dem Bus aber auch per Flug europaweit angeboten. Es werden spezielle Flugrundreisen mit Abflug nur ab Graz angeboten. Des Weiteren ist Gruber-reisen auf Gruppenreisen spezialisiert, welche Reisen und Urlaube für Vereine, Firmen uvm. organisiert.

## Tochterunternehmen
- Aaretal Reisen AG, Belp, Schweiz
- Gruber Golfreisen GmbH
- Bretanide d.o.o., Bretanide Sport & Wellness Resort, Insel Brac, Kroatien
- Turisticna Agencija Gruber d.o.o., Marburg